# Kralova vila
Kralova vila je puristicko-funkcionalistická vila v Prachaticích v Jihočeském kraji. Patří mezi významné stavby, které dokládají architektonický vývoj města v období mezi světovými válkami.
Vile léta hrozí demolice z důvodu dlouhodobě plánované stavby obchvatu. V letech 2014–2016 si vilu pronajal občanský spolek Živá vila, který zde pořádal kulturní akce. Nové politické vedení města spolku v roce 2016 neprodloužilo nájem a pronajalo vilu Technickým službám jako sklad. V roce 2020 se vila stala doupětem drogově závislých, čímž došlo k další devastaci. Poté co se tyto informace dostaly do médií byla vila znovu pronajata spolku Živá vila, který se v současnosti (leden 2025) o vilu stará a od roku 2020 zde pořádá hudební festival Vivat Vila a další kulturní akce.

## Historie
Vila byla vybudována v letech 1932–1933 podle návrhu vídeňského modernistického architekta Fritze Reichla, který se ve strohosti návrhu inspiroval Adolfem Loosem. Fritz byl ve 30. letech 20. století významným vídeňským architektem, který usiloval o prestižní zakázky. Vilu si nechal zbudovat německý podnikatel Johann Nepomuk Kral, který se věnoval několika oblastem činnosti najednou – vedl velkoobchod s koloniálním zbožím, nákladní autodopravu a vlastnil továrnu na sladovou kávu.
Na konci druhé světové války byl Kral se svou rodinou donucen vilu opustit. Dne 23. května 1945 mu bylo sděleno, že se do pěti hodin musí vystěhovat. Poté byla vila vyvlastněna a sloužila jako mateřská škola, jesle, resp. školní družina.
Od roku 2008, kdy skončil provoz školky, byla vila prázdná. Město Prachatice vile nevěnovalo dostatečnou údržbu z důvodu zájmu na jejím zbourání, protože vila se nachází na trase plánované přeložky silnice II/141 v úseku Těšovice – Prachatice (přeložka je plánována od 70. let 20. století). Zhoršení stavu vily a chátrání přispěli bezdomovci a narkomani, kteří ve vile přebývali a rozkradli zbytek použitelného vybavení, včetně kovů, které zahrnovaly i okapy, takže do vily začalo zatékat.
Od listopadu 2014 se o vilu začala zajímat veřejnost, konkrétně Barbora Koritenská, Kateřina Wagnerová a Pavla Zelenková. Pavla Zelenková si vilu pronajala a první zde uspořádaný koncert měl natolik velký ohlas, že se kulturně žijící dům zalíbil organizátorům i veřejnosti. Vznikl spolek Živá vila, z.s., který začal se začal za pomoci dobrovolníků o vilu starat. Spolek zde vytvořil kulturní centrum kde se konaly akce jako koncerty, divadla, výstavy, sousedská setkání, přednášky a další. Kolem vily se vytvořila početná aktivní komunita.
V roce 2015 byl podán podmět na prohlášení vily za kulturní památku. Ministerstvo kultury rozhodnutím ze dne 29. srpna 2016 vilu za kulturní památku prohlásilo, čímž bylo znemožněno umístění přeložky silnice dle územního rozhodnutí. Proti tomu podalo město Prachatice rozklad, kterému vyhověl ministr kultury a prohlášení za kulturní památku zrušil v únoru 2017 a věc vrátil Ministerstvu kultury k novému projednání. Na konci ledna 2018 byl status kulturní památky vile odebrán.
V roce 2016 město Prachatice spolku Živá vila neprodloužilo nájem vily z důvodu přeložky silnice. Vilu pronajalo městským technickým službám, kterým měla sloužit jako sklad. Do vily se znovu dostali narkomani, kteří byli příčinou zanesení vily nepořádkem a dalšího poničení jejího vybavení. Na neutěšený stav vily upozornila městská zastupitelka a spoluzakladatelka spolku Živá vila, Barbora Koritenská.Starosta města Martin Malý (Nezávislí) uvedl, že ve vile došlo k vloupání, přestože stav vily naznačoval, že v něm narkomani pobývali delší dobu.
Po zveřejnění devastace Kralovy vily obývané narkomany, zatímco se nacházela v pronájmu Technických služeb města Prachatice, byla vila k 1. 8. 2020 znovu pronajata spolku Živá vila. Krátce poté se v Kralově vile poprvé konal hudební festival Vivat Vila na podporu vily a oživení města. V roce 2024 se fistival Vivat Vila konal již popáté.
V roce 2022 již podruhé o prodej vily požádal místní podnikatel Jan Melichar, který chtěl vilu opravit pro bytové účely. Prodej vily byl zamítnut, opět z důvodu plánované přeložky silnice. V témže roce však přeložce vypršelo územní rozhodnutí z roku 1997, které bylo do roku 2022 prodlouženo v roce 2012 z důvodu finanční a technické náročnosti dané stavby. I přesto je vila stále určena k demolici.
Na konci roku 2024 se začalo připravovat zjišťovací řízení v rámci vyhodnocení vlivu přeložky na životní prostředí (EIA). Ukázalo se, že projekt přeložky silnice může mít na životní prostředí významný vliv, a je tudíž nutné vypracovat tzv. velkou EIA.

## Architektura
Vila patří k nejhodnotnějším puristicko-funkcionalistickým stavbám jižních Čech. Stavba nese zřetelný vliv Adolfa Loose, který je patrný v sevřené hmotě stavby a v symetrické podobě průčelí. Na Loosův styl odkazuje i skladba oken a arkýř na hlavním průčelí. Lze ji přirovnat například k vile Gustava Haase v Brně Pisárkách (1928–1930, architekt Ernst Wiesner), nebo k vile Pauly a Hanse Briessových v Olomouci (1933–1935, architekt Jacques Groag). Stylem srovnatelné stavy lze najít také ve Vídni ve vzorové kolonii moderního bydlení Werkbund Siedlung z roku 1932. O architektonické hodnotě vily dokládá i zařazení do několik publikací o slavných vilách.